# Monte Wilbur
Il Monte Wilbur (in lingua inglese: Mount Wilbur), è una montagna antartica situata 3,2 km a est del Monte Weaver, alla testa del Ghiacciaio Scott, nei Monti della Regina Maud, in Antartide.   
Il monte è stato scoperto nel dicembre 1934 dal gruppo geologico guidato da Quin Blackburn, che faceva parte della seconda spedizione antartica (1933-35) dell'esploratore polare Byrd.
La denominazione è stata assegnata dallo stesso Byrd in onore del giudice Curtis D. Wilbur, 43º Segretario alla Marina degli Stati Uniti d'America nel periodo 1925-29.